# Ethan Vernon
Ethan Vernon (ur. 26 sierpnia 2000 w Bedford) – brytyjski kolarz szosowy i torowy. Olimpijczyk (2020).

## Osiągnięcia

### Kolarstwo szosowe
Opracowano na podstawie:
2019
- 3. miejsce w mistrzostwach Wielkiej Brytanii U23 (jazda indywidualna na czas)

2021
- 1. miejsce na 4. etapie Tour de l’Avenir

2022
- 1. miejsce na 5. etapie Volta Ciclista a Catalunya
- 1. miejsce w prologu i na 1. etapie Okolo Slovenska

2023
- 2. miejsce w Trofeo Ses Salines-Alcudia
- 1. miejsce w Trofeo Palma - Palma
- 1. miejsce na 1. i 2. etapie Tour du Rwanda
- 1. miejsce na 1. etapie Tour de Romandie

### Kolarstwo torowe
Opracowano na podstawie:
2018
- 2. miejsce w mistrzostwach świata juniorów (wyścig indywidualny na dochodzenie)

2020
- 2. miejsce w mistrzostwach Europy (wyścig na 1000 metrów)

## Rankingi

### Kolarstwo szosowe
| Rok             | 2019  | 2020 | 2021 | 2022 | 2023 | 2024 |
| --------------- | ----- | ---- | ---- | ---- | ---- | ---- |
| World Ranking   | 1685. | -    | 728. | 347. | 159. | 340. |
| UCI Europe Tour | 1116. | -    | 573. | 277. | -    | -    |
|                 |       |      |      |      |      |      |
| Źródło: UCI     |       |      |      |      |      |      |